# Manier van articulatie

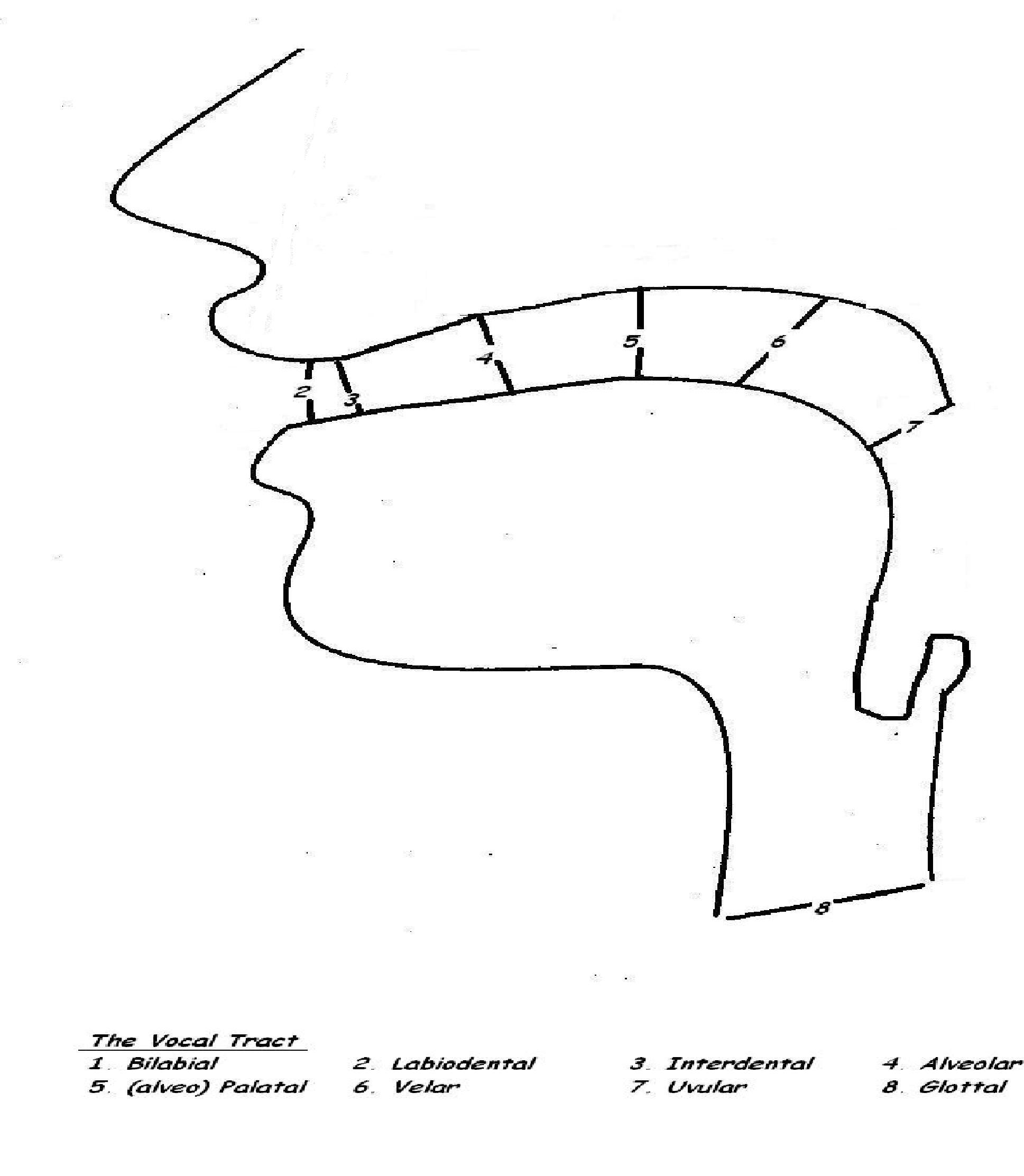
De verschillende manieren van articulatie in het menselijk spraakkanaal.

In de taalkunde, in de articulatorische fonetiek, omschrijft de manier van articulatie hoe de tong, lippen, kaak, dus het spraakkanaal en andere spraakorganen betrokken zijn bij het maken van een spraakklank. Er wordt in de articulatorische fonetiek vooral omschreven hoe medeklinkers worden gevormd. Voor elk articulatiepunt kunnen verschillende manieren van articulatie bestaan. 
Het Internationaal Fonetisch Alfabet kent de volgende manieren van articulatie:
- Plosief
- Nasaal
- Fricatief
  - Sibilant
  - Lateraal frictatief
- Affricaat
- Flap
- Vibrant
- Approximant
  - Halfklinker
  - Lateraal approximant
- Klik
- Implosief
- Ejectief